# Critoniopsis nonoensis
Critoniopsis nonoensis là một loài thực vật có hoa trong họ Cúc. Loài này được (Benoist) H.Rob. mô tả khoa học đầu tiên năm 1999.